# Мужская сборная Камбоджи по баскетболу 3×3
Мужская сборная Камбоджи по баскетболу 3×3 представляет Камбоджу на международных соревнованиях по баскетболу 3×3. Управляющим органом является Баскетбольная федерация Камбоджи.
По состоянию на 30 августа 2024, мужская сборная Камбоджи по баскетболу 3×3 занимает 200-е место в мировом рейтинге ФИБА мужских сборных по баскетболу 3×3.

## Результаты выступлений
| Турнир                  | Золото | Серебро | Бронза | Всего |
| ----------------------- | ------ | ------- | ------ | ----- |
| Азиатские игры          | —      | —       | —      | —     |
| Игры Юго-Восточной Азии | 1      | 0       | 0      | 1     |
| Итого                   | 1      | 0       | 0      | 1     |

### Азиатские игры
| Год          | Место          | Игры           | Победы         | Поражения      | Состав команды                                             |
| ------------ | -------------- | -------------- | -------------- | -------------- | ---------------------------------------------------------- |
| 2018         | не участвовали | не участвовали | не участвовали | не участвовали | не участвовали                                             |
| Ханчжоу 2022 | 18             | 4              | 1              | 3              | Chhorath Tep, Somoeur Chanyvathana, Pisey Soy, Vantha Thea |

### Игры Юго-Восточной Азии
| Год            | Место | Игры | Победы | Поражения | Состав команды                                                 |
| -------------- | ----- | ---- | ------ | --------- | -------------------------------------------------------------- |
| San Juan 2019  | 7     | 6    | 0      | 6         |                                                                |
| Ханой 2021     | ...   | .    | .      | .         |                                                                |
| Пном-Пень 2023 | 1     | 5    | 5      | 0         | Darrin Dorsey, Brandon Peterson, Sayeed Pridgett, Tep Chhorath |